# Bernard II Badeński
Bernard II Badeński (ur. w 1428 w Baden-Baden; zm. 15 lipca 1458 w Moncalieri) – Błogosławiony Kościoła katolickiego, margrabia Badenii.

## Życiorys
Był drugim synem margrabiego Jakuba I z Badenii i jego żony Katarzyny z Lotaryngii. W 1458 udał się do Genui, gdzie trwała epidemia zarazy. Wkrótce potem zachorował i zmarł 15 lipca tego samego roku.

## Beatyfikacja i kanonizacja
Papież Klemens XIV w 1769 roku beatyfikował Bernarda przez zatwierdzenie jego kultu. W 2008 Kongregacja Spraw Kanonizacyjnych zezwoliła na rozpoczęcie procesu kanonizacyjnego w archidiecezji fryburskiej. Etap diecezjalny tego procesu zakończył się w 2012.
8 listopada 2017 papież Franciszek zatwierdził dekret o heroiczności jego cnót.